# Mertensophryne micranotis
Mertensophryne micranotis är en groddjursart som först beskrevs av Arthur Loveridge 1925.  Mertensophryne micranotis ingår i släktet Mertensophryne och familjen paddor. IUCN kategoriserar arten globalt som livskraftig. Inga underarter finns listade i Catalogue of Life.